# Sylvie Meis

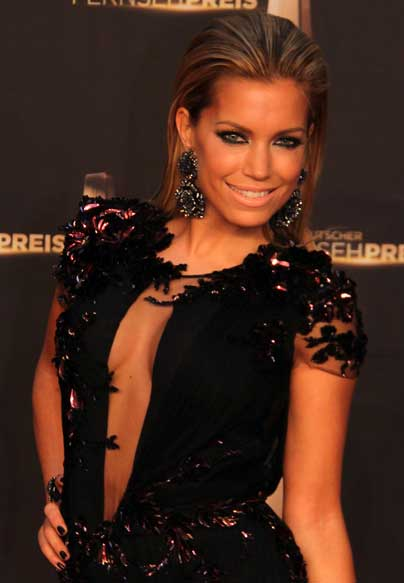
Sylvie Meis v říjnu 2012

Sylvie Françoise Meis (* 13. dubna 1978 Breda) je nizozemská moderátorka a modelka. Je známá také jako bývalá manželka fotbalisty Rafaela van der Vaarta.

## Život a kariéra
Sylvie předváděla modely dámského oblečení a doplňků mj. pro módní návrháře Gucci a Dolce & Gabana. Nejprve se proslavila jako herečka v seriálu Costa! Odtud její kariéra vedla do televize TMF a uváděla také hitparádu nizozemské televizní stanice MTV.
Její vztah s Rafaelem van der Vaart je sledován veřejností v celé Evropě. Do všeobecného povědomí se dostali v roce 2004, kdy byla Sylvie společnicí Rafaela na Mistrovství Evropy ve fotbale v Portugalsku. 10. června 2005 uzavřeli sňatek za účasti televizních kamer. Jejich svatbu vysílala televizní stanice SBS za obrovské sledovanosti. Právě proto, že blondýnka Sylvie patří k celebritám a je považována za jednu z nejkrásnějších žen v Nizozemsku, byla dvojice často přirovnávána k Beckhamovým.
V roce 2005 se pár odstěhoval do Německa, kde Rafael van der Vaart hrál za německý tým Hamburger SV, kam přestoupil z Ajaxu Amsterdam. 28. května 2006 se jim narodil prvorozený syn, který dostal jméno Damian Rafael. Od srpna 2010 žila rodina v Londýně, kde Sylviin manžel byl hráčem klubu Tottenham Hotspur. Nyní se však Rafael a Sylvie se synem vrátili do Hamburku. Po sedmi letech manželství se rozešli kvůli častým hádkám a sporům. K největšímu rozporu údajně došlo na Nový rok po dlouhodobější manželské krizi, když došlo k ostré hádce, která vygradovala až k facce. Rafael musí zaplatit Sylvii za rozvod 5 milionů eur (asi 130 milionů korun), přesně tak, jak to měli v předmanželské smlouvě.
16. června 2009 oznámila Sylvie, že onemocněla rakovinou prsu. Tumor byl objeven měsíc předtím a poté operativně odstraněn. Následně podstoupila Sylvie podpůrnou chemoterapii. Toto onemocnění se ale na Sylvii negativně nepodepsalo, protože pořád patří k nejžádanějším světovým kráskám.
Po rozvodu se stal jejím novým milencem francouzský IT byznysmen, krasavec a pracháč Guillaume Zarka. Pak byl jejím partnerem americký podnikatel Samuel Deutsch. Ale holandská modelka už po třech měsících vztahu zjistila, že ji to s Američanem nebaví. Rozešli se v lednu 2015.
Sylvie van der Vaart často vystupuje v německých televizních stanicích jako moderátorka nebo prominentní host zábavných pořadů. Zúčastnila se např. soutěže „Kdo se stane milionářem“ (Wer wird Millionär), což je dlouhodobě úspěšná německá verze formátu Milionář, kterou uvádí populární moderátor Günther Jauch. Pořad byl odvysílán 4. června 2012 na stanici RTL. Výhru 125 000 euro věnovala Sylvie na dobročinné účely. Začátkem 21. století byla moderátorka televizních pořadů častou výzdobou pokojíčků pubertálních mladíků v Nizozemsku. Vedle zpěvačky skupiny Girls Aloud Cheryl Cole si získala Sylvie Meisová největší procento přízně čtenářů novin SportPlus. Dnes je Sylvie Meis tváří značky Hunkemoeller, specializující se na spodní prádlo. Předvádí vlastní řadu prádla s názvem The Sylvie Collection.

## Filmografie
- 2001: Costa! (nizozemský televizní seriál)
- 2003: Pista! (nizozemský televizní seriál)

## Ocenění
- 2003: Nejsvůdnější žena (Sexiest Woman) v Nizozemsku[25]